# 沖縄県道70号国頭東線
沖縄県道70号国頭東線（おきなわけんどう70ごう くにがみひがしせん）は沖縄県国頭郡国頭村から国頭郡東村に至る県道（主要地方道）である。旧名称は名護国頭線。

## 概要
沖縄本島北部東海岸を縦断する。
「名護国頭線」時代は沖縄県内の県道では最長の路線で、県内を通る国道を含めても当時国道58号、国道329号に次ぐ3番目に長かった。現在は西表島の沖縄県道215号白浜南風見線についで2番目だが、沖縄本島内の県道では最長で、国道を含めても6番目に長い（沖縄本島内では4番目）。
沿線は沖縄本島北部でもっとも山林など自然の多い"山原（やんばる）"という地帯を通るため、人口の少ない地域がほとんどで、信号は終点に近い東村平良の東村役場付近に連続した2か所しかない。
沖縄本島を一周するドライブ&ツーリングコースで、車やバイクが走りやすい道路であるものの交通事故も時々起きており、中でも沿線に生息する特別天然記念物ヤンバルクイナが死亡する事故が目立つ（特に繁殖期に多い）。このため従来全線最高速度が40 km/hだったのを沿線住民の交通安全とヤンバルクイナの保護から国頭村安波の一部区間を2006年（平成18年）から30 km/hに引き下げた（動物保護による速度制限の引き下げはあまり例がないという）。また、「動物注意・ヤンバルクイナ」と描かれたイラスト入りの標識が設置されている。
東村高江付近には、アメリカ軍北部訓練場のゲートがあり、県道上に止めた車両から小銃を携帯した兵士が出入りすることがある。2022年12月、東村議会は銃を持った兵士が行軍することに抗議する決議を行った。

### 路線データ
- 起点：国頭郡国頭村字奥（国道58号交点）
- 終点：国頭郡東村字平良（国道331号交点）
- 総延長：52.1 km（実延長も同じ）

## 歴史
- 1953年（昭和28年） - 糸満町（現糸満市糸満）糸満漁港 - 国頭村奥の区間が13号線で、うち与那原町与那原 - 金武村（現金武町）屋嘉と宜野座村潟原 - 久志村（現名護市辺野古）が軍道、あとの区間が琉球政府道として指定された。当時は東村までしか通行できなかった。
- 1972年（昭和47年）5月 - 本土復帰前の琉球政府道13号線のうち、名護市二見 - 国頭村奥の約80 kmが“主要地方道名護国頭線”に指定されたが、東村 - 国頭村の区間は特に未舗装だった。県道70号は後につけられた。
- 1980年代初めにようやく全線が舗装され、沖縄本島一周道路が完成し、以後沖縄のドライブ（ツーリング）コースとなった。
- 1993年（平成5年）
  - 4月 - 名護市二見 - 東村平良の約30 kmの区間が国道331号に昇格したため、残りの区間を「県道70号」のまま路線名を人口の多い国頭村を先にして、現在の路線名となった。
  - 5月11日 - 建設省から、県道名護国頭線の一部が名護国頭線として主要地方道に指定される[2]。

## 路線状況

### 重複区間
- 沖縄県道2号線（国頭郡国頭村字安田 - 国頭郡国頭村字安波）

### 道路施設

#### 橋梁
- 大泊橋

#### 道の駅
- サンライズひがし（国頭郡東村） - 直売所として運営されていたものを2020年に道の駅指定。
- やんばるパイナップルの丘 安波（国頭郡国頭村） - 2022年3月30日オープン[3]。

### 路線バス
かつて73番・川田線、78番・名護東部線が通っていたが2018年10月に東村が独自にコミュニティバスの運行を開始したのに伴い、村外からの路線バスを乗り入れが廃止された（73番は廃止、78番は名護市内のみに路線短縮）。
- 国頭村営バス東線 国頭村楚洲 - 安波（楚洲 -　安田 -　安波 - 県道2号 -　国道58号経由で辺土名とを結んでいる。一部通らない区間あり）
- 東村コミュニティバス　東村高江 - 平良（いずれの路線も東村役場は経由する）※平日と土休日で発着点が入れ替わるが、当路線内の経路は同一
  - 高江大宜味線（平日）、高江源河線（土休日）　高江 - 平良国道331号交点
  - 平良源河線（平日）、平良大宜味線（土休日）　平良東村役場入口 - 国道331号交点

## 地理

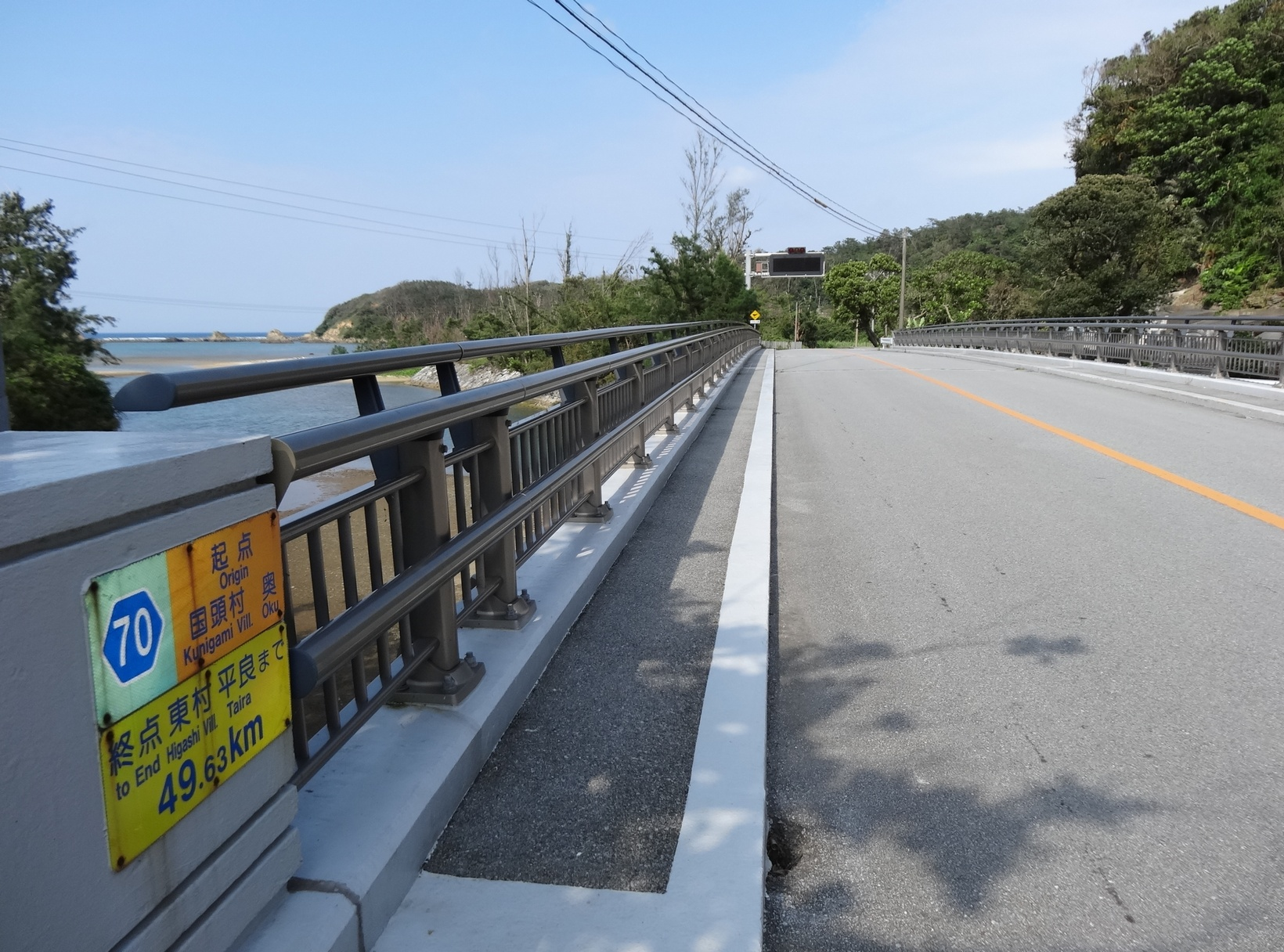
起点・奥橋（国頭村字奥）

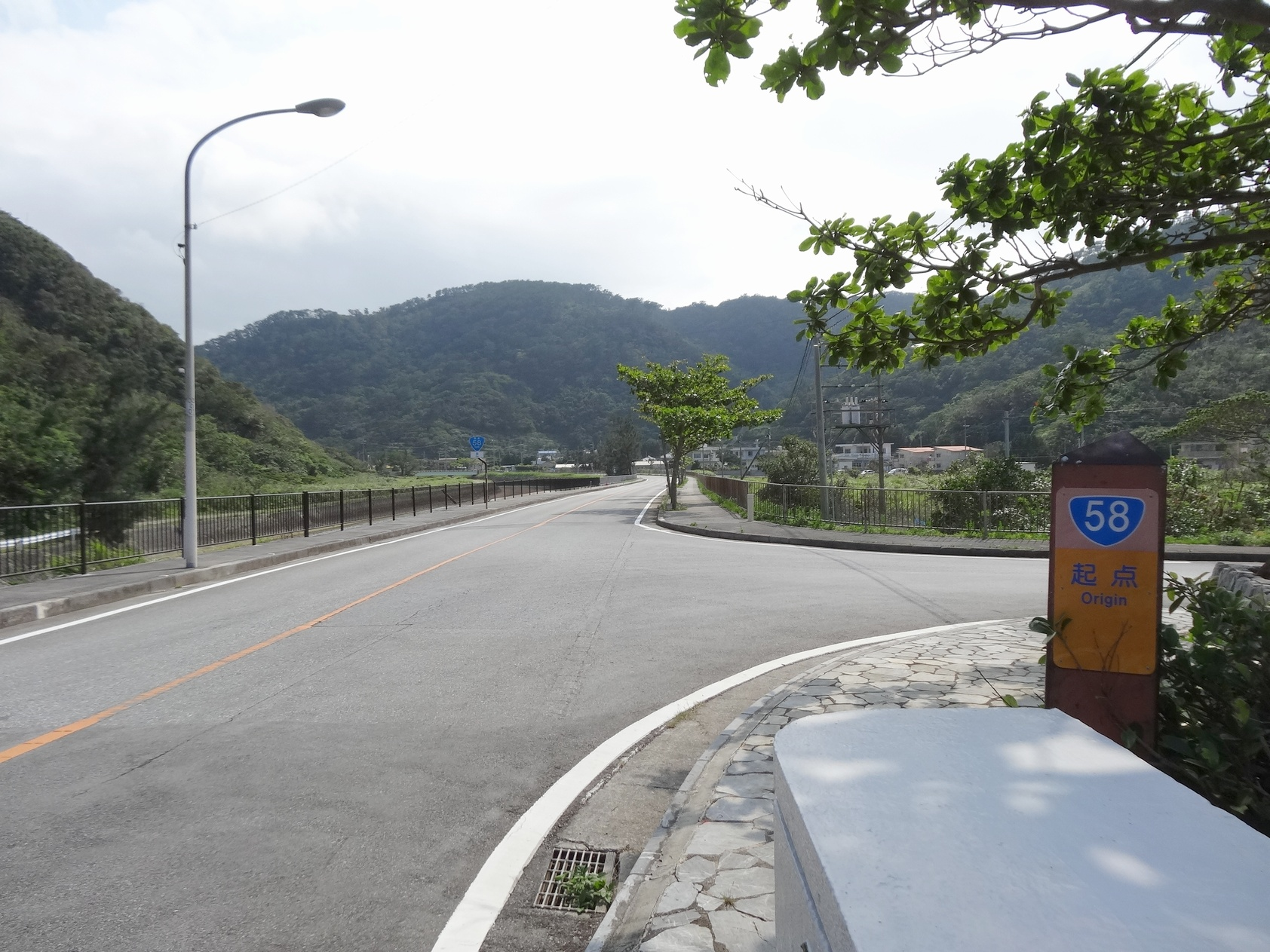
国道58号（上記写真と反対方向を撮影）

### 通過する自治体
- 国頭郡国頭村
- 国頭郡東村

### 交差する道路
| 交差する道路               | 市町村名 | 市町村名 | 交差する場所 | 交差する場所 |
| -------------------------- | -------- | -------- | ------------ | ------------ |
| 国道58号                   | 国頭郡   | 国頭村   | 字奥         | 起点         |
| 沖縄県道2号線 重複区間起点 | 国頭郡   | 国頭村   | 字安田       |              |
| 沖縄県道2号線 重複区間終点 | 国頭郡   | 国頭村   | 字安波       |              |
| 国道331号                  | 国頭郡   | 東村     | 字平良       | 終点         |

### 沿線
- 国頭村立奥小学校（起点付近）
- 国頭村立安波小学校
- 東村立高江小中学校
- 東村立東小中学校
- 東村役場（東村平良）